# 542 (numero)
Cinquecentoquarantadue (542) è il numero naturale dopo il 541 e prima del 543.

## Proprietà matematiche
- È un numero pari.
- È un numero composto con 4 divisori: 1, 2, 271, 524. Poiché la somma dei suoi divisori (escluso il numero stesso) è 274 < 542, è un numero difettivo.
- È un numero semiprimo.
- È un numero nontotiente (per cui la equazione φ(x) = n non ha soluzione).
- È un numero congruente.
- È parte della terna pitagorica (542, 73440, 73442).

## Astronomia
- 542 Susanna è un asteroide della fascia principale del sistema solare.
- NGC 542 è un galassia spirale della costellazione di Andromeda.

## Astronautica
- Cosmos 542 è un satellite artificiale russo.